# Eutidemo (sofista)
Eutidemo (in greco antico: Εὐθύδημος?, Euthýdēmos; Chio, V secolo a.C. – V secolo a.C.) è stato un retore e filosofo greco antico, sofista e maestro dell'arte eristica.
Eutidemo è protagonista, assieme al fratello Dionisodoro, dell'omonimo dialogo di Platone, dedicato alla logica e alle fallacie (sofismi): in esso i due sofisti sono interpellati da Socrate per un confronto tra la dialettica eristica da loro praticata e l'elenchos socratico. E proprio quest'opera è anche la principale fonte di informazioni su Eutidemo. 
Originario dell'isola di Chio, si trasferì a Turi, da dove fu esiliato. Iniziò così, insieme al fratello, a percorrere la Grecia tenendo lezioni di eloquenza, basate sull'uso argomentazioni capziose e paradossali. Inoltre, sembra che in gioventù abbia praticato il pancrazio. Viene menzionato anche nel Cratilo e da Aristotele, che cita un suo sofisma.
Di un altro Eutidemo, probabilmente un omonimo, si parla nel Libro I dei Memorabili: Senofonte narra della passione di Crizia per il giovane Eutidemo, e di come Socrate lo abbia schernito: avendo notato che Crizia amava Eutidemo e voleva passare molto tempo con lui, Socrate cercò di dissuaderlo, dicendogli che era inopportuno per un uomo libero e «bello nel corpo e nello spirito» importunare, per di più senza un giusto fine, il proprio amato, per il quale avrebbe dovuto invece essere un fulgido esempio. Crizia, sofista e uomo politico ateniese, fu leader dei Trenta Tiranni che dopo la Guerra del Peloponneso governarono Atene (404 a.C.).